# Zelenîi Iar, Kaharlîk
Zelenîi Iar (în ucraineană Зелений Яр) este o comună în raionul Kaharlîk, regiunea Kiev, Ucraina, formată numai din satul de reședință.

## Demografie
Componența lingvistică a comunei Zelenîi Iar
     Ucraineană (98,23%)
     Rusă (1,77%)
Conform recensământului din 2001, majoritatea populației comunei Zelenîi Iar era vorbitoare de ucraineană (98,23%), existând în minoritate și vorbitori de rusă (1,77%).